# Rex Richards
Rex Edward Richards (28 octobre 1922 - 15 juillet 2019) est un scientifique et universitaire britannique. Il est vice-chancelier de l'Université d'Oxford  et administrateur du Leverhulme Trust.

## Éducation
Richards fait ses études à la Colyton Grammar School et devient le premier élève de l'école à fréquenter l'Université d'Oxford lorsqu'il va au St John's College d'Oxford en janvier 1942 . Il obtient un baccalauréat ès arts de première classe en 1945 et un doctorat en philosophie en 1948.

## Carrière
Après avoir obtenu son diplôme, Richards est resté à l'université en tant que Fellow en chimie au Lincoln College de 1947 à 1964. En 1964, il succède à Sir Cyril Norman Hinshelwood en tant que professeur de chimie du Dr Lee à l'Exeter College. En 1969, il devient directeur du Merton College . Richards occupe le poste de vice-chancelier de l'université de 1977 à 1981 et est directeur d'IBM (UK) Ltd de 1978 à 1983 et directeur du Leverhulme Trust de 1984 à 1993. Il est président de la Royal Society of Chemistry pendant deux ans, et la Royal Society lui décerne la médaille Davy en 1976 et la médaille royale en 1986. Il est anobli en 1977 . Il est également chancelier de l'Université d'Exeter de 1982 à octobre 1998 . Un portrait peint de Sir Rex Richards par Allan Ramsay est accroché au Sénat et à la Chambre du Conseil, Northcote House, Université d'Exeter  et un autre par Bryan Organ au Merton College, Oxford .
Sir Rex Richards préside de nombreux comités concernés par l'enseignement supérieur, notamment une enquête indépendante pour enquêter sur les facteurs qui pourraient dissuader les jeunes médecins et dentistes de choisir des carrières universitaires cliniques.
Sir Rex garde également un intérêt pour le monde de l'art; il est membre du comité consultatif scientifique de la National Gallery de 1978 à 2007 et son président de 1991 à 1993. En 1981, Richards devient membre fondateur du Conseil culturel mondial . Il est administrateur de la Tate Gallery de 1982 à 1988 et de 1989 à 1993, de la National Gallery de 1982 à 1988 et de 1989 à 1993 et de la Henry Moore Foundation de 1989 à 2002 ; il est président du Moore de 1994 à 2001. Il est également président de la British Postgraduate Medical Foundation de 1986 à 1993.
Les travaux de recherche de Richards au Laboratoire de chimie physique et théorique d'Oxford portent principalement sur la Résonance magnétique nucléaire ; l'aimant de son prototype de 1956 se trouve dans la collection du Science Museum de Londres. Ses premiers travaux, menant à l'attribution d'un DPhil. en 1948, est sur la Spectroscopie infrarouge et est supervisé par Harold Warris Thompson.

## Prix et distinctions
Richards est élu membre de la Royal Society, membre de la Royal Society of Chemistry en 1970  et remporte la médaille Davy en 1976.